# 고내항 (제주시)
고내항은 제주특별자치도 제주시 애월읍 고내리에 위치한 어항이다. '고내포구'라고도 한다. 2004년 9월 23일 어촌정주어항으로 지정되었다. 관리청은 제주시, 시설관리자는 제주시장이다.

## 어항 연혁
효종 4년에 이원진 목사가 엮은 탐라지에 의하면, 고려 충렬왕 26년에 동서로 현촌이 설치되었는데 서쪽으로는 귀일, 고내, 애월, 곽지, 귀덕, 명월이 있고, 동쪽으로는 신촌,함덕 김녕, 남쪽으로는 호촌 홍로 예래 산방 차귀등이 있었으며, 대촌에는 호장3인과 성상 1인을 두고, 중촌에는 호장3인과 성상 1인을 두고, 중촌에는 호장 2인, 소촌에는 호장1인을 두어 다스렸다고 기록되어 있다.

## 어항 구역
- 수역: 62,650m2[1]

## 어항 시설
고내성창은 대략 고려 원종11년(1230) 무렵에 축조된 것으로 추정된다. 탐라기년(耽羅紀年)에 따르면 당시 삼별초가 제주에 들어와서 귀일촌에 항바드리성을 쌓아 이를 근거지로 삼았고 외곽성으로 애월에 목성을 구축했다는 기록이 있다. 또 애월에 인접한 고내리 해안에 환해장성의 자취가 남아 있는 것으로 보아 당시에도 사람들이 살고 있었음이 분명하다.
1940년대에는 15톤급 화물선이 드나들기도 했지만 성창의 규모는 열악하다. 고내리 바다는 ‘요강터’라고 한다. 애월리와 신엄리 경계지역인 ‘강척코지’에서 ‘개구미’에 이르는 바다 바닥은 요강처럼 움푹 패였기 때문이라고 한다. 고내성창 정면에서는 ‘고돌이왓’이 시작된다.
근해어장으로서는 1km가량 쭉 뻗어나가 있어 매우 큰 편이다. 밀물을 타고 고기떼가 들어오면 영락없이 잡힌다고 할 만큼 황금어장이다. 고내리 사람들의 삶도 누대로 이 ‘요강터’에 모아졌다.
방파제 공사는 1960년대부터 시작되었다. 포구 왼쪽 '가막여'를 타고 7m의 방조제를 축조했다. 이어 1975년에 30m가 축조되었고 1991년,1992년에 23m의 방파제를 축조하는 등 현재까지 방파제 115m, 선착장 193m가 축조되어 있다.